# 石川優吾
石川優吾〔Yūgo Ishikawa〕是一位日本漫畫家。1960年2月9日出生於大阪府四條畷市。他活躍於1982年期間，其主要作品類型為少年漫畫，包括1998年-2001年出版之乖小孩及2002年 - 2007年間於週刊ヤングサンデ刊登之格闘美神 武龍。

## 作品
- （周刊Young Jump 1984年 - 1986年）
- （原作：荒井凉助 Business Jump 1990年 - 1992年）
- （Business Jump 1992年 - 1993年）
- 百变女警（Big Comic Superior 1994年 - 1998年）
- 乖小孩（Big Comic Spirits 1995年-2001年）
- 麻辣女村长（Big Comic Superior 1999年 - 2001年）
- 脱线女教师（周刊少年Sunday 2001年 - 2002年）
- 格斗美神 武龙（周刊Young Sunday 2002年 - 2007年）
- 饲养河童的方法（周刊Young Jump 2003年 - 2010年）
- （月刊Young Jump 2008年 - 2010年）
- 末日降臨（スプライト）（Big Comic Superior 2009年 - 2015年)
- （Oh Super Jump 2010年 - 不定期连载中）
- （Jump X 2011年 - 连载中）
- 夢遊仙境（Business Jump 2015年 - 連載中）

## 外部連結
- 個人網站 （页面存档备份，存于）
- Twitter網頁 （页面存档备份，存于）